# 以李奧納多·達文西的名字命名的事物列表
本列表列出以義大利文藝復興時期的博學者李奧納多·達文西（義大利語：Leonardo da Vinci）命名之人事物。

## 地點

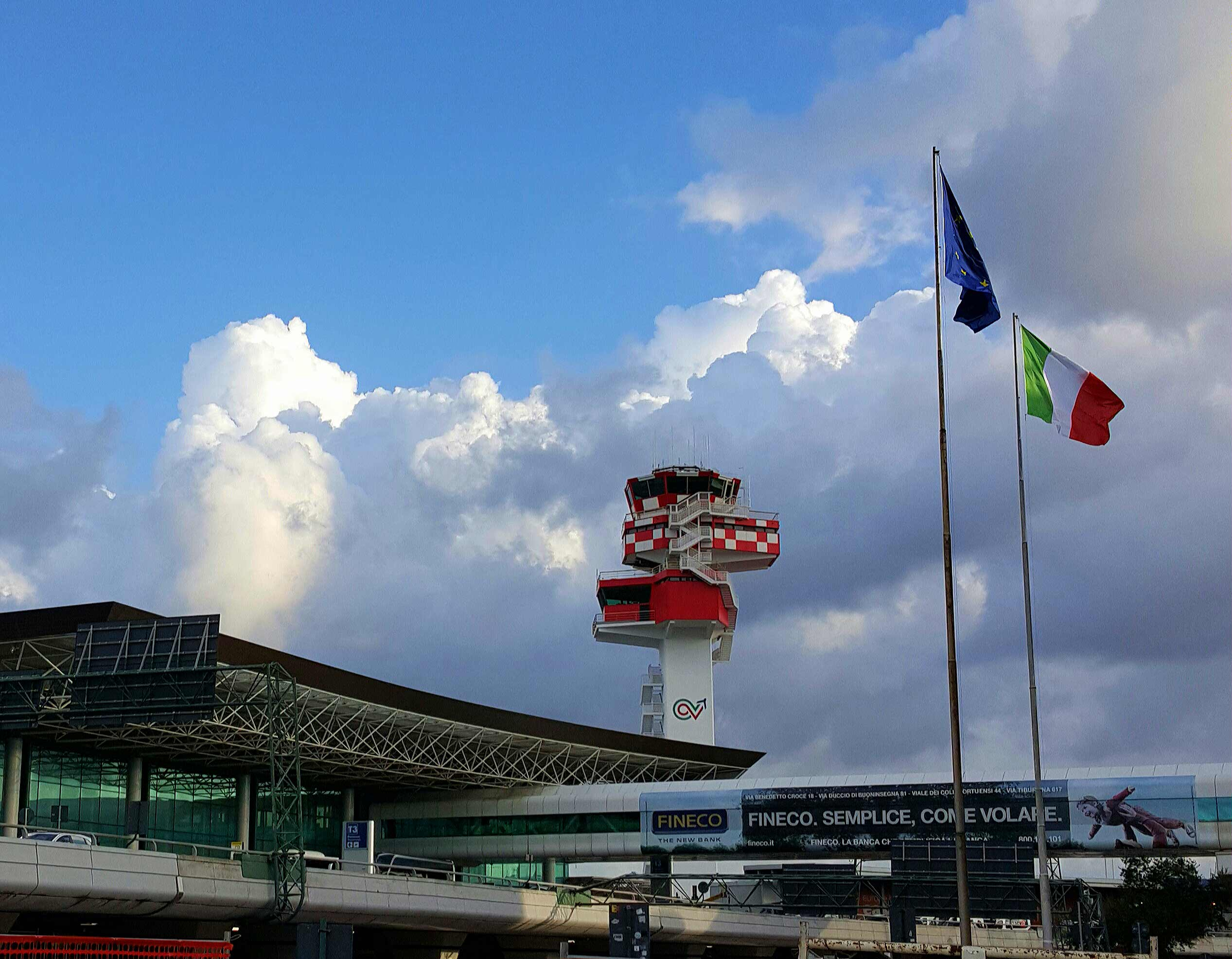
羅馬-菲烏米奇諾「李奧納多·達文西」國際機場

- 羅馬-菲烏米奇諾機場，全稱「羅馬-菲烏米奇諾『李奧納多·達文西』國際機場」，位於意大利罗马
- 李奧納多·達文西國家科學技術博物館（義大利語：Museo nazionale della scienza e della tecnologia Leonardo da Vinci），位於義大利米蘭
- 达·芬奇陨石坑，位於月球的隕石坑
- 達文西橋，位於挪威奧斯
- 達文西研究園區（法语：Da Vinci Research Park），位於比利时布鲁塞尔-首都大区的科學園區
- 達文西（荷兰语：Da Vinci (restaurant)），位於荷兰馬斯布拉赫特（荷兰语：Maasbracht）的米其林餐廳
- 動感摩天樓，又稱「達文西塔」，位於阿拉伯联合酋长国杜拜，預定2020年完工

### 街道與廣場

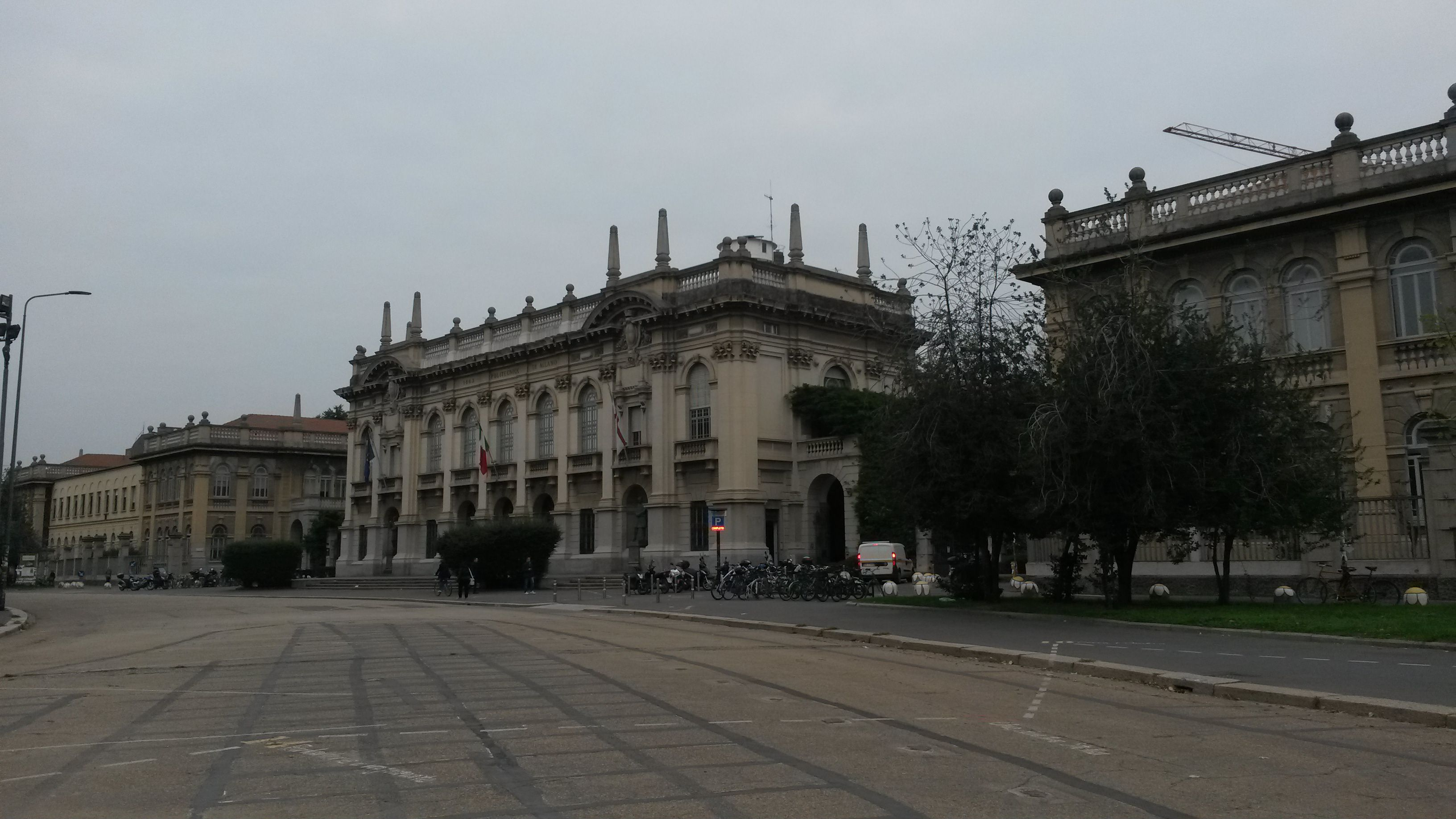
米蘭李奧納多·達文西廣場

- 李奧納多·達文西廣場，位於米蘭[1]
- 李奧納多·達文西廣場，位於德国波鸿[2]
- 李奧納多·達文西大道，位於義大利圭多尼亚[3]
- 李奧納多·達文西大道，位於義大利梅拉诺[4]
- 李奧納多·達文西大街，位於羅馬[5]
- 李奧納多·達文西大街，位於義大利普拉托[6]
- 李奧納多·達文西大街，位於義大利卡塔尼亞[7]
- 李奧納多·達文西大街，位於義大利巴勒莫[8]
- 李奧納多·達文西街，位於匈牙利布达佩斯[9]
- 李奧納多·達文西街，位於法国埃松省馬西[10]
- 李奧納多·達文西街，位於以色列阿什杜德[11]
- 李奧納多·達文西街，位於以色列特拉维夫[12]

### 學校
- 盎格魯李奧納多·達文西學院（英语：Colégio Anglo Leonardo da Vinci），位於巴西聖保羅
- 達文西科學與藝術學院（英语：DaVinci Academy of Science and the Arts），位於美国犹他州奧格登的特許學校（英语：Charter school）
- 李奧納多·達文西藝術研究所（英语：Leonardo da Vinci Art Institute），位於二戰時的埃及开罗
- 李奧納多·達文西藝術學校（英语：Leonardo da Vinci Art School），位於美國纽约已結束經營的學校
- 李奧納多·達文西中學（英语：Leonardo da Vinci Gymnasium），位於德国内卡格明德，於2017年結束經營
- 達文西特許學院（英语：Leonardo da Vinci High School），位於美國加利福尼亚州戴維斯
- 李奧納多·達文西高中（英语：Leonardo da Vinci High School (Buffalo, New York)），位於美國纽约州水牛城
- 達文西學院，位於英国德比
- 李奧納多·達文西學校，位於普拉托
- 達文西藝術中學（英语：Da Vinci Arts Middle School），位於美國俄勒冈州波特蘭

## 艦艇

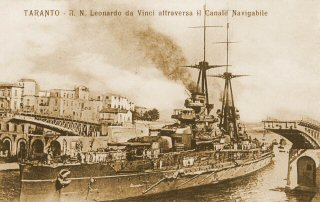
李奧納多·達文西號，加富爾伯爵級戰艦

- 李奧納多·達文西號（義大利語：Leonardo da Vinci (nave da battaglia)），義大利皇家海軍加富尔伯爵级战列舰（1910–23）
- 李奧納多·達文西號（義大利語：Leonardo da Vinci (sommergibile)），義大利皇家海軍馬可尼級潛水艇（義大利語：Classe Marconi (sommergibile)）（1939–43）
- 李奧納多·達文西號（義大利語：Leonardo da Vinci (transatlantico)），義大利遠洋定期船（1958–82）
- 鰷魚號（英语：USS_Dace_(SS-247)），1955–73年間被稱為「達文西號」，貓鯊級潛艇（1942–73）
- 緬因號（英语：RFA Maine (1924)），1925–43年間被稱為「達文西號」，医疗船（1924–54）
- 芬傑號（芬蘭語：GTS Finnjet），2008年時被稱為「達文西號」，巡航渡輪（英语：Cruiseferry）（1977–2008）

## 交通
- 李奧納多特快

## 科技

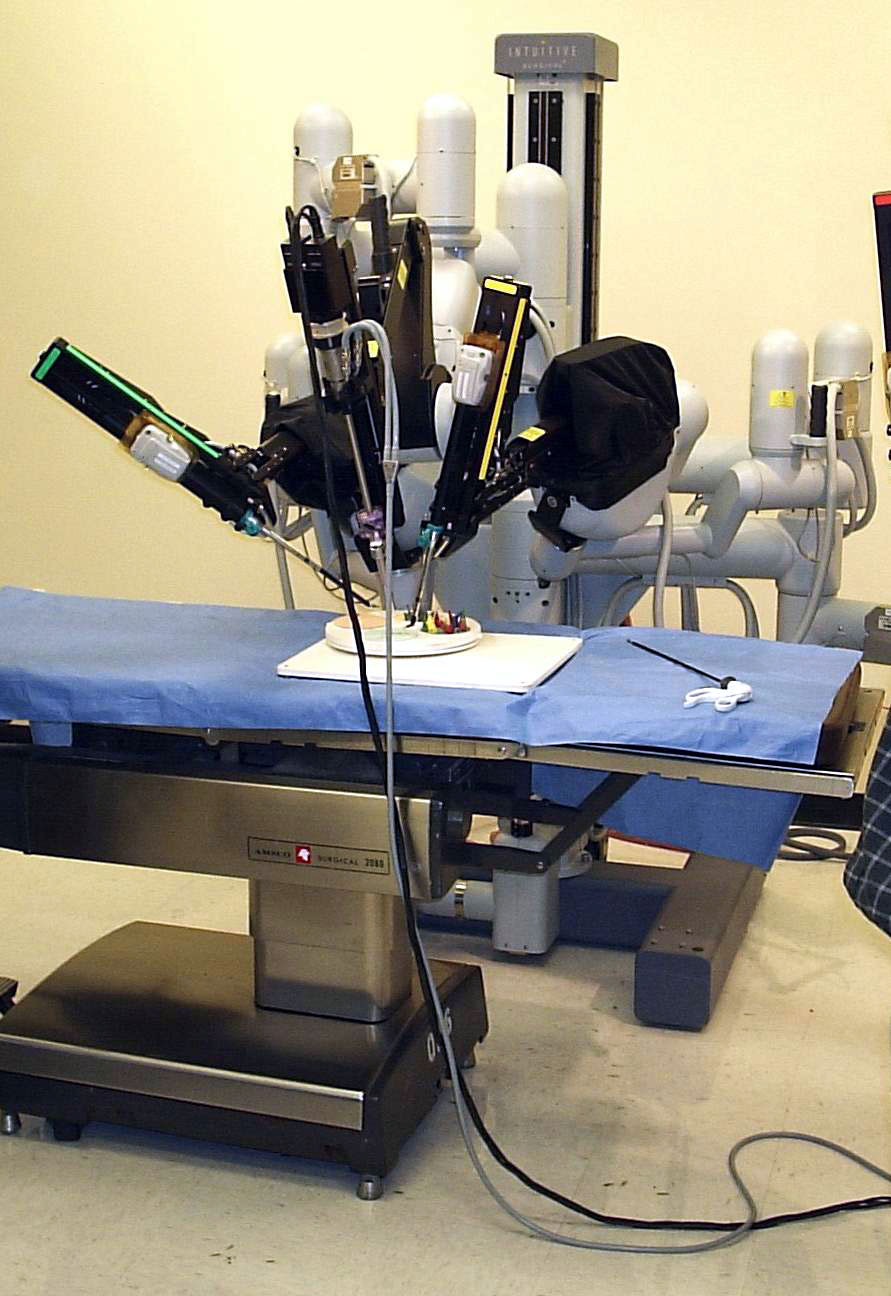
達文西外科手術系統

- 李奧納多號永久性多功能艙（英语：Leonardo (ISS module)），用於補給国际空间站的多功能後勤組件
- 达芬奇外科手术系统，機器人手術系統
- 達文西系統（英语：Da Vinci Systems），數位電影公司（1984–2009）
- 達文西計畫（英语：Da Vinci Project），次軌道太空載人飛行計畫
- 德州儀器達文西（英语：Texas Instruments DaVinci），用於數位影片的系統級芯片
- 達文西機器（英语：Da Vinci Machine），為昇陽電腦的計畫，旨在訂定擴展Java虚拟机的標準以增加對动态语言的支持

## 音樂
- 達文西（葡萄牙語：Da Vinci (banda)），葡萄牙流行搖滾樂團
- 達文西的筆記本（英语：Da Vinci's Notebook），美國無伴奏合唱團

## 虛構人物
- 李奧納多，《忍者龜》主角
- 李奧納德，同名漫畫（法语：Léonard (bande dessinée)）主角
- 李奧納多·阿克羅波利斯，英国广播公司情景喜剧《黑爵士》中的一名畫家
- 茱麗葉·達文西，詹姆斯·邦德系列电影《新鐵金剛之黑日危機》中的角色，又被稱為「雪茄女」
- 奎爾的李奧納多，泰瑞·普萊契《碟型世界（英语：Discworld）》系列小說中的角色
- 賴瑞·達文西，遊戲《小小大星球系列》中的角色

## 其他
- Leonardo davincii（英语：Leonardo davincii），位於苏丹共和国的一種蛾
- 李奧納多·達文西國際藝術獎（英语：Leonardo da Vinci International Art Award），國際扶輪所設立的獎項
- 李奧納多·達文西世界藝術獎（英语：Leonardo da Vinci World Award of Arts），世界文化協會（英语：World Cultural Council）所設立的獎項
- 李奧納多·達文西計畫（英语：Leonardo da Vinci programme），欧洲联盟委员会的計畫
- 達文西的挑戰（英语：Da Vinci's Challenge），圖版遊戲
- 達文西設計（da Vinci Designs），美國丹佛雙人自行車製造商

## 外部連結
维基共享资源上的相關多媒體資源：以李奧納多·達文西的名字命名的事物列表